# Ankistrus guttata
Ankistrus guttata är en insektsart som beskrevs av Tsaur 1991. Ankistrus guttata ingår i släktet Ankistrus och familjen kilstritar. Inga underarter finns listade i Catalogue of Life.